# 龙背上的骑兵系列
誓血龍騎士系列（又译作）是史克威爾艾尼克斯發行的動作角色扮演遊戲系列，於2003年在PlayStation 2平台上推出系列首作《誓血龍騎士》，而分支《尼爾系列》的首作則是在2010年作為外傳首度面世。《尼爾系列》中2017年發行的《尼爾：自動人形》為全系列裡商業成績最高的作品，截至2024年該遊戲的累計出貨量已超過900萬套，藉此成果《尼爾》才得以開展成一個新的系列。

## 游戏
| 2003      | 誓血龍騎士                                   |
| 2004      |                                              |
| 2005      | 誓血龍騎士2                                  |
| 2006–2009 |                                              |
| 2010      | 尼尔：人工生命／型態                         |
| 2011–2012 |                                              |
| 2013      | 誓血龍騎士3                                  |
| 2014–2016 |                                              |
| 2017      | 尼爾：自動人形                               |
| 2018–2020 |                                              |
| 2021      | NieR Re[in]carnation 尼爾：人工生命 ver.1.22 |

### 誓血龍騎士系列
誓血龍騎士（2003年）
系列的第一部。它於2003年9月在日本發布PlayStation 2版本，並分別於2004年3月和5月在北美和歐洲發布。史克威爾艾尼克斯在日本和北美發行了該遊戲，而Take-Two Interactive在歐洲地區發行了該遊戲。歐洲獨有的行動連接埠於2004年8月發布。行動版本是與Macrospace共同開發和共同發布的。
誓血龍騎士2 封印之紅、背德之黑（2005年）
系列的第二部作品，也是第一作的直接續集。它於2005年6月在日本、2006年2月在北美、同年3月在歐洲和澳洲在PS2上發布。為了在西方發行，史克威爾艾尼克斯與歐洲遊戲開發商和發行商育碧合作。育碧也負責遊戲的在地化工作。
誓血龍騎士3（2013年）
系列的第三部主要作品，也是第一作的前傳。該遊戲於2013年12月在日本發售，並於2014年5月在北美和歐洲發售。與《尼爾》一樣，由史克威爾艾尼克斯負責在所有地區發行。

### 尼爾系列
尼爾：人工生命／型態（2010年）
主系列的衍生作品，源自《誓血龍騎士》的五個多重結局中的最後一個。《尼爾》分別在2010年4月在不同地區發布PlayStation 3和Xbox 360兩個版本（在日本發行時，PS3的版本名為《尼爾：人工生命》，Xbox 360的版本名為《尼爾：型態》。北美和歐洲的版本則只名為《尼爾》）。史克威爾艾尼克斯負責所有地區的發行。及後推出的更新版本《尼爾：人工生命 ver.1.22474487139...》於2021年4月在PlayStation 4、Xbox One和Microsoft Windows發布。
尼爾：自動人形（2017年）
《尼爾》的遙遠續作，背景設定在同一個宇宙，但在數千年後的未來。於2017年2月在PlayStation 4發布，於2017年3月在Microsoft Windows發布，於2018年6月在Xbox One發布，於2022年10月在Nintendo Switch發布。
NieR Re[in]carnation（2021年）
手機平台衍生作品。以《尼爾》的宇宙為背景，但發生在一個名為「牢籠」的神秘袖珍維度中。於2021年2月發布了Android和iOS版。

## 评价
| 游戏                                | Metacritic                                    |
| ----------------------------------- | --------------------------------------------- |
| 誓血龍騎士                          | PS2：63/100                                   |
| 誓血龍騎士2                         | PS2：58/100                                   |
| 尼尔                                | PS3：68/100 X360：67/100                      |
| 誓血龍騎士3                         | PS3：61/100                                   |
| 尼爾：自動人形                      | PS4：88/100 PC：84/100 XB1：90/100 NS：89/100 |
| NieR Re[in]carnation                | iOS：58/100                                   |
| 尼爾：人工生命 ver.1.22474487139... | - PS4：83/100 - XB1：83/100 - PC：80/100      |